# Lipotriches setulosa
Lipotriches setulosa är en biart som först beskrevs av Raymond Benoist 1962.  Lipotriches setulosa ingår i släktet Lipotriches och familjen vägbin. Inga underarter finns listade i Catalogue of Life.